# Jean Baptiste de Machault d’Arnouville

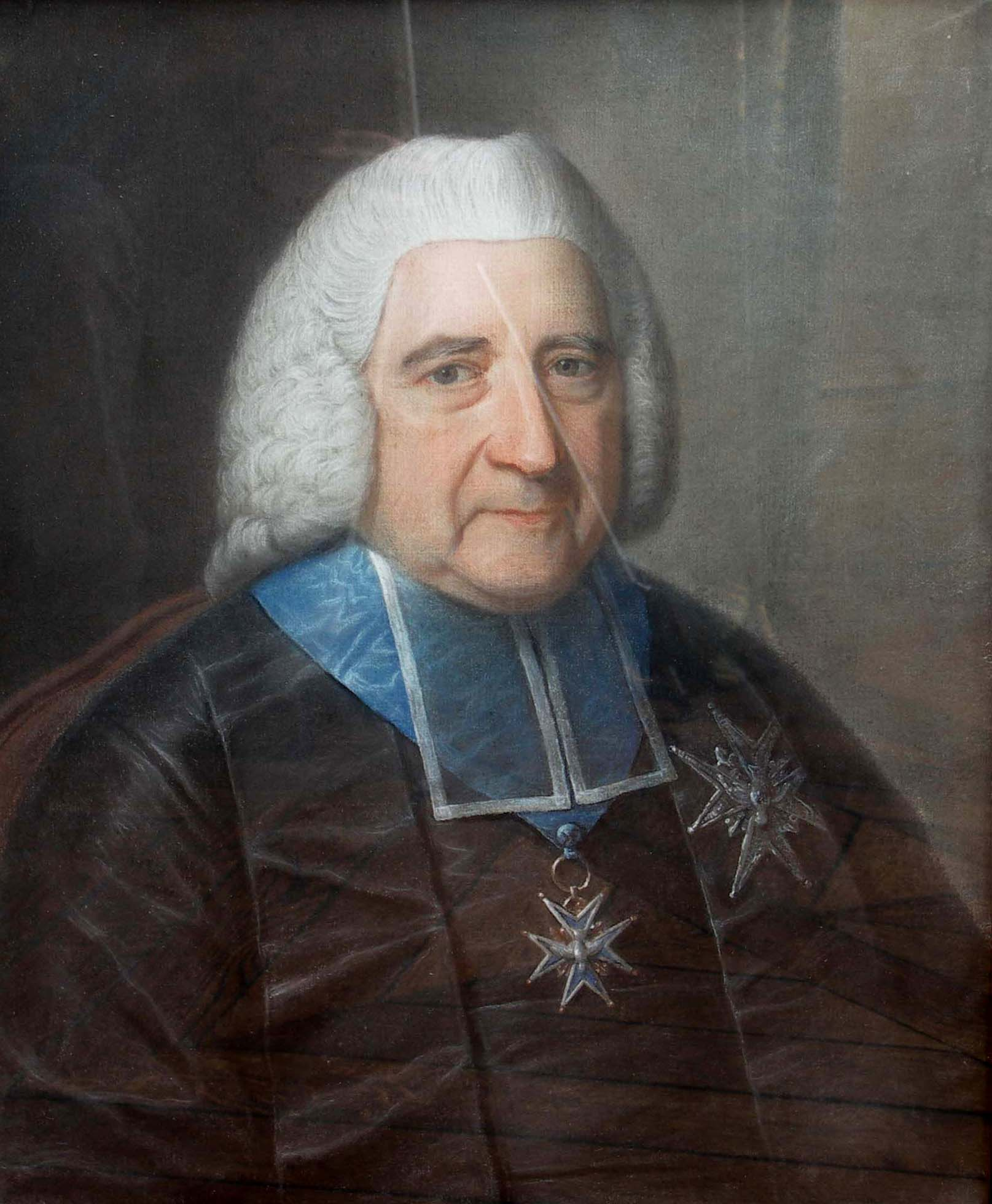
Jean Baptiste de Machault d’Arnouville

Jean Baptiste de Machault d’Arnouville (* 13. Dezember 1701 in Paris; † 12. Juli 1794 ebenda) war von 1745 bis 1754 Generalkontrolleur der Finanzen, contrôleur général des finances, während der Herrschaft Ludwigs XV.

## Leben und Wirken
Jean Baptiste war der dritte Sohn des Louis-Charles de Machault d’Arnouville (1667–1750), dem lieutenant général de police und seiner Frau Françoise Élisabeth Milon (1680–1720). 1737 heiratete er in Paris die Genevieve Louise Rouille du Coudray (1717–1794), Tochter von Rouille Hilaire du Coudray. Das Paar hatte vier Söhne: Louis (1737–1820), Bischof von Amiens; Armand (1739–1827), ein Oberst, colonel de Languedoc-Dragons; Alexandre Jean Baptiste (* 1741) und Charles (1747–1830).
Jean Baptiste de Machault d’Arnouville wurde 1745 Generalkontrolleur der Finanzen. Es gelang ihm die Situation des Staatshaushalts nach den Belastungen des Österreichischen Erbfolgekriegs zu verbessern. Im Jahr 1749 wurde der Dixième (der Zehnte), der für die Dauer des Krieges erhoben wurde, durch den Vingtième (Zwanzigsten) ersetzt. Der Vingtième war eine Steuer, die das Nettovermögen aller Franzosen mit fünf Prozent Abgaben besteuerte. Dabei wurde nach Herkunft des zu zahlenden Geldes unterschieden, wobei Grundbesitz besonders stark besteuert wurde. Viele Mitglieder des Pariser Parlaments waren von dieser Steuer stark betroffen, sodass sie am 5. Mai 1749 gegen das Edikt remonstrierten. Die Provinzparlamente folgten den Beschwerden des Pariser Parlaments. Erst auf Druck des Königs wurde das Edikt am 19. Mai durch das Pariser Parlament eingetragen. Im Jahre 1751 erlangte der Klerus eine bevorzugte Besteuerung bei der Erhebung des vingtième.
Machault gelang eine deutliche Erhöhung des Staatsbudgets. Dieses belief sich im Jahre 1751 auf 255 Millionen Livres und im Jahre 1752 auf 265 Millionen Livres, was eine Einkommenssteigerung von 50 Millionen gegenüber 1740 ausmachte. 1749 wurde Machault zum Staatsminister und 1750 zum Siegelbewahrer ernannt. Am 1. Februar 1750 entließ Ludwig XV. ihn zunächst, von 1754 bis 1757 diente er jedoch noch als Staatssekretär für Marineangelegenheiten (Marineminister).
Seit 1746 war er Ehrenmitglied der Académie royale des sciences. Er starb im Gefängnis während der historischen Phase, die als La Terreur bekannt wurde.

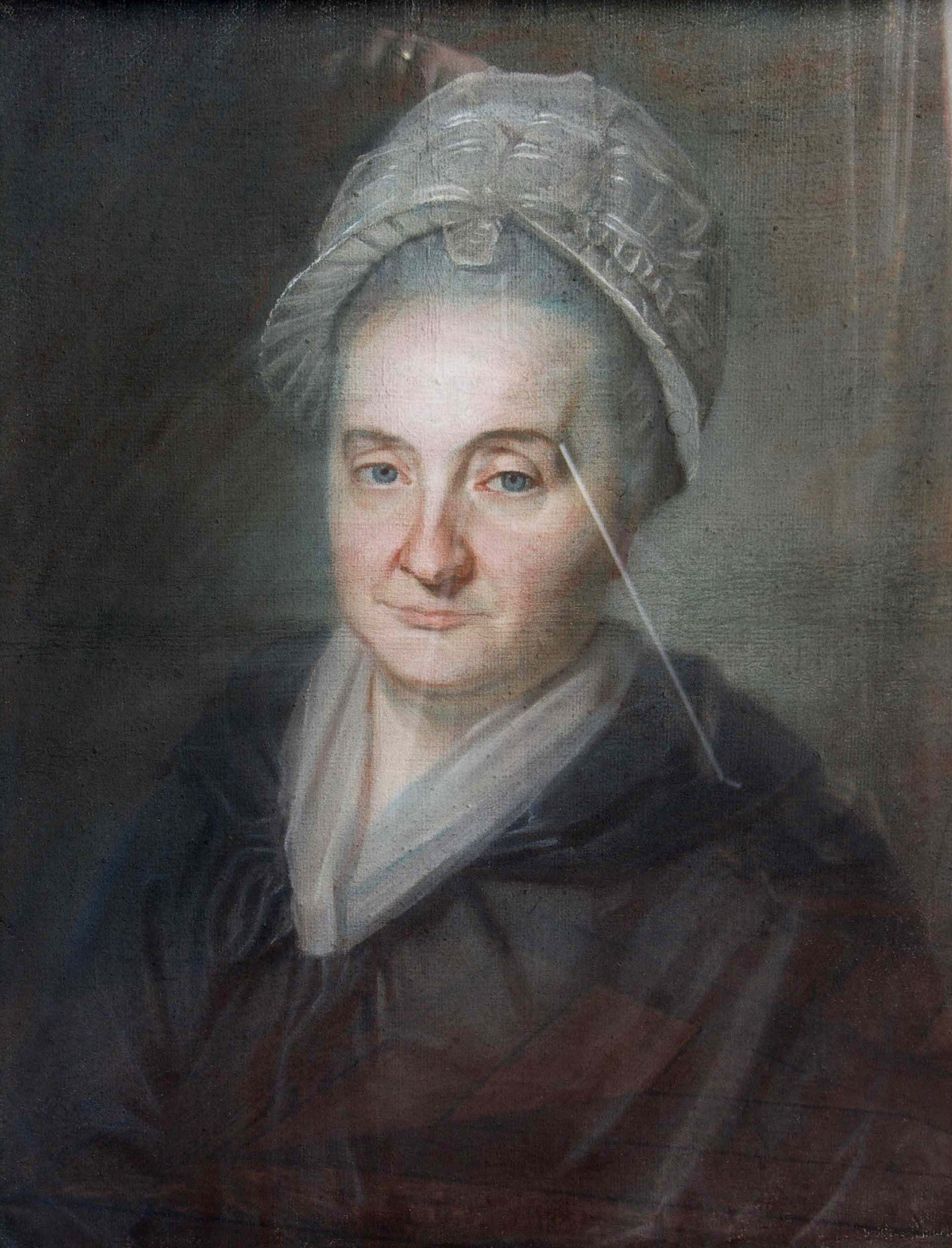
Portrait de Geneviève Louise Rouillé du Coudray, Ehefrau von de Machault d’Arnouville. Gemälde aus dem Château de Thoiry